# Władysław Sujkowski

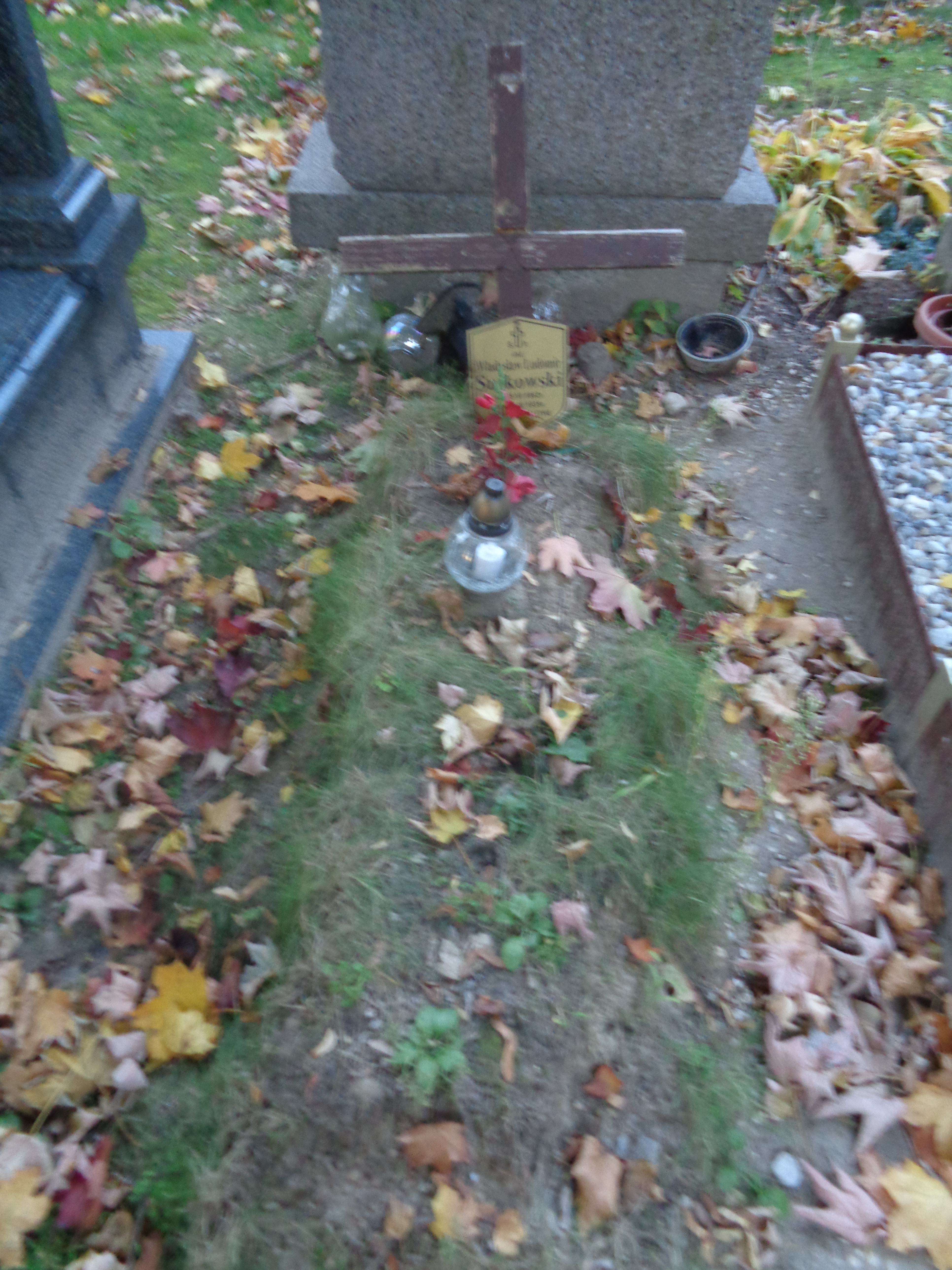
Grób Władysława Sujkowskiego na Cmentarzu Wojskowym na Powązkach

Władysław Ludomir Sujkowski herbu Rola (ur. 25 czerwca 1862 w Sujkach, zm. 30 marca 1935 w Warszawie) – oficer Legionów Polskich i Wojska Polskiego, inżynier technolog, filister korporacji „Maritimia”, właściciel kopalni rudy żelaznej „Triumwirat” w Krzykawie koło Sławkowa, trzykrotny więzień ideowy w latach 1905–1906, przywódca Republiki Sławkowskiej, jeden z założycieli Związku Hallerczyków, członek Zarządu Głównego i wiceprezes Chorągwi Warszawskiej, jeden z założycieli i członek Zarządu Głównego Ligi Morskiej i Rzecznej .

## Życiorys
Urodził się 25 czerwca 1862 we wsi Sujki, w ówczesnym powiecie mławskim guberni płockiej, w rodzinie Bronisława i Laury z Dmowskich  .
Po wybuchu I wojny światowej wstąpił do Legionów Polskich. Służył w Departamencie Wojskowym Naczelnego Komitetu Narodowego . Latem 1915 kierował komisariatem werbunkowym w Będzinie . Na stopień chorążego piechoty został mianowany ze starszeństwem z 1 stycznia 1917. Wiosną 1917 pełnił służbę w Krajowym Inspektoracie Zaciągu, a jego oddziałem macierzystym był wówczas 4 Pułk Piechoty.
27 grudnia 1918 został wyznaczony na stanowisko oficera ewidencyjnego na powiat dąbrowski w XXII Powiatowej Komendzie Uzupełnień w Będzinie. 9 grudnia 1919 został formalnie przyjęty do Wojska Polskiego z zatwierdzeniem posiadanego stopnia podporucznika z dniem 1 grudnia 1919 i przydzielony do Sekcji Poboru i Uzupełnień Ministerstwa Spraw Wojskowych.
Zmarł 30 marca 1935 w Warszawie . 3 kwietnia 1935 został pochowany na Cmentarzu Wojskowym na Powązkach   (kwatera A10-8-22).
Władysław był żonaty z Leokadią z Fusieckich, z którą miał synów – żołnierzy Legionów Polskich:
- Witolda Bronisława (ur. 1898) – majora dyplomowanego piechoty Wojska Polskiego,
- Andrzeja Tadeusza (ur. 1899) – majora piechoty Wojska Polskiego[3] [9].

## Ordery i odznaczenia
- Krzyż Niepodległości – pośmiertnie 27 czerwca 1938 „za pracę w dziele odzyskania niepodległości”[10]